# ‘Aîn el-Gabal
‘Aîn el-Gabal är en källa i Egypten.   Den ligger i guvernementet Al-Wadi al-Jadid, i den centrala delen av landet, 600 km söder om huvudstaden Kairo. ‘Aîn el-Gabal ligger 68 meter över havet.
Terrängen runt ‘Aîn el-Gabal är platt åt sydväst, men åt nordost är den kuperad.  Trakten runt ‘Aîn el-Gabal är nära nog obefolkad, med mindre än två invånare per kvadratkilometer. Det finns inga samhällen i närheten. Trakten runt ‘Aîn el-Gabal är ofruktbar med lite eller ingen växtlighet.